# Moglia
Moglia (lombardul: Mòia) település Olaszországban, Lombardia régióban, Mantova megyében. Lakosainak száma 5374 fő (2023. január 1.). Moglia Gonzaga, Pegognaga, Quistello, Rolo, Concordia sulla Secchia, Reggiolo, San Benedetto Po és Novi di Modena községekkel határos.

## Népesség
A település lakossága az elmúlt években az alábbi módon változott:
| Lakosok száma | 5544 | 5487 | 5374 |
|               | 2017 | 2018 | 2023 |